# 양산 법천사 목조보살좌상 및 복장물
양산 법천사 목조보살좌상 및 복장물(梁山 法泉寺 木造菩薩坐像 및 腹藏物)은 대한민국 경상남도 양산시 동면 법천사에 있는 불상과 복장물이다. 2018년 12월 20일 경상남도의 유형문화재 제641호로 지정되었다.

## 지정 사유
「양산 법천사 목조보살좌상」은 1711년 법종에 의해 조성된 작품으로 전체적으로 얼굴이 앞으로 볼록하고, 상반신에 비해 넓은 다리의 신체비례, 부채를 펼쳐 놓은 듯한 옷주름과 다리를 따라 흘러내린 긴 소매자락 등 그의 개성이 반영된 조형감이 드러난다. 이 불상은 후령통, 경전, 발원문 등의 복장물이 잘 남아 있고 특히 발원문을 통해 제작시기 및 조각승을 알 수 있는 점에서 중요한 가치를 지닌다. 또한 법종은 17세기 후반부터 18세기 전반에 활동한 조각승으로 조선후기 불교조각승의 계보와 활동지역 등 조선후기 불교조각 연구의 중요한 자료이므로 복장물과 함께 “경상남도 유형문화재”로 지정한다.

## 참고 문헌
- 양산 법천사 목조보살좌상 및 복장물 - 국가유산청 국가유산포털